# 奇奇爾科濟夫卡
49°1′57″N 31°8′20″E / 49.03250°N 31.13889°E
奇奇爾科濟夫卡（烏克蘭語：Чичиркозівка）是位於烏克蘭中部的村莊，由切爾卡瑟州茲韋尼霍羅德卡區的瓦圖蒂內市鎮負責管轄。該村面積2.65平方公里，海拔高度167米，2009年人口758，人口密度每平方公里286人。